# Michael Ghiselin
Michael T. Ghiselin (Salt Lake City, 13 de maig de 1939) és un biòleg, filòsof i historiador de la biologia nord-americà. És membre de l'Acadèmia de Ciències de Califòrnia. Ha estudiat profusament a Charles Darwin i ha publicat sobre ell. Les seves recerques s'han centrat en les unitats bàsiques de la biologia (espècies - taxons) i la seva influència en el pensament evolucionista i en la teoria de l'assignació de sexe (sex-allocation theory).

## Dades acadèmiques
El 1960 aconsegueix la seva graduació (Bachelor of Arts) a la Universitat de Utah, Va aconseguir el títol de doctor (Ph.D) a la Universitat Stanford l'any 1965 amb treballs d'anatomia comparada. Va estar de 'becari' (Fellow) postdoctoral a la Universitat Harvard des de l'any 1964 al 1965 i en el Marine Biological Laboratory del 1965 a 1967. Així mateix va ser professor ajudant de Zoologia a la Universitat de Califòrnia a Berkeley des de l'any 1967 al 1974 i com a professor associat des de l'any 1974 al 1978. Va ser ‘Guggenheim Fellow’ des del 1978 al 1979; professor investigador de biologia a la Universitat de Utah des del 1980 al 1983; 'MacArthur Prize Fellow' de 1981 a 1986). Des del 1983 és 'Sènior Research Fellow' en l'Acadèmia de Ciències de Califòrnia.

## Aportació de Ghiselin a la determinació i definició de taxons

### Postures bàsiques
La determinació ontològica dels taxons és un assumpte controvertit en la filosofia de la biologia. Bàsicament es pot parlar de dues posicions, el nominalisme, que nega l'existència dels taxons en la naturalesa i l'essencialisme, que afirma la seva existència, encara que amb diversitat d'interpretacions: la metafísica preevolucionista que identificava els taxons amb tipus ideals i eterns creats per la divinitat; així en la taxonomia linneana els taxons són considerats classes d'individus i la morfologia transcendental dels Naturphilosophen que concebia els taxons com a tipus derivats d'una sèrie limitada de plans estructurals.

### Posició de Ghiselin i Hull
Un bon nombre dels biòlegs evolutius ha tractat de trobar criteris que permetin caracteritzar als taxons com a entitats reals sense caure en l'essencialisme fixista. Les aportacions de Michael Ghiselin i David Hull, que parteixen de la definició d'espècie de Simpson, suposen la concepció dels taxons com a individus evolutius: els taxons serien llinatges que evolucionen separadament d'uns altres i que tenen una història i unes tendències evolutives pròpies.